# Wagengräber von Wetwang Slack
Das erste der drei spät-eisenzeitlichen Wagengräber von Wetwang Slack (englisch Wetwang Chariot Burials) wurde 2001 in einem Trockental an der Nordseite des Dorfes Wetwang, im East Riding of Yorkshire, in England entdeckt. Die Skelettreste aller drei Körperbestattungen waren Nord-Süd-orientiert, wobei der Kopf nach Norden zeigte. 

## Grab 1
Das Grab lag in einem dreieckigen Gehege von 6,5–7,0 m Breite. Die nördlichen und östlichen Gräben wurden maschinell entfernt. Die Überreste stammten von einem jungen männlichen Erwachsenen, der mit angezogenen Knien auf der rechten Seite lag. Auf dem Körper lagen Schweineknochen. Die Eisen- und Holzreifen beider Räder überlebten ebenso wie mehrere Speichen. Die Achse des Streitwagens war 1,8 Meter lang.

## Grab 2
Die Ausgrabung des Wagengrabes der Arras-Kultur auf einem Hügel am Ostende des Dorfes ergab, dass hier eine etwa 35-jährige Frau in einem mit quadratischen Gräben versehenen Gehege oder einem quadratischen Hügelgrab mit einer Breite von 9,6 m mit einem Wagen begraben worden war. Die Skelettreste einer Frau mit gebeugten Beinen und ausgestreckten Armen nach rechts blickte, befanden sich in der Mitte des Grabhügels. Auf dem Skelett wurden auch Schweineknochen abgelegt. Eine Bodenmarkierung zeigt die Position des vollständig zerlegten Streitwagens unter dem Individuum, einschließlich seiner verlängerten Stange, an der das Joch befestigt gewesen wäre. Hinter dem Kopf und den Schultern des Skeletts befanden sich zwei Trensen, ein bronzenes Gehäuse mit einer daran befestigten Kette (Durchmesser ca. 90 mm), eine Nadel und ein bronzener Spiegel. Die Holzteile der etwa fünf Quadratmeter großen, zweirädrigen Karre waren vergangen, aber Metallbeschläge zeigten ihre Position an. Die demontierten zwölfspeichigen Räder hatten etwa 35 cm Durchmesser. Die Bestattung wird auf etwa 300 v. Chr. datiert.
Die Entdeckung gab den Archäologen die Gelegenheit, eine Replik des ältesten auf der Insel gefundenen Wagens zu erstellen. Es wurden dabei auch andere Funde verwendet, insbesondere die in Glastonbury Lake Village in Somerset gefundenen Holzradteile. Anhand des Schädels wurde das Gesicht der bestatteten Frau rekonstruiert. 

## Grab 3
Der nördliche Rand des Geheges und der obere Teil dsr Schädels waren durch den Abbau entfernt. Der Körper auf DEM zerlegten Streitwagen stammte von einem jungen Erwachsenen, mit angezogenen Beinen der nach rechts blickte. Reifenteile und Streitwagenbeschlägen sind erhalten. Die Achse war 1,83 m lang. Diagonal über dem Körper lag ein eisernes Schwert in der Scheide mit Bronzeverzierung. Zwei Ringe mit zentralen Korallenknöpfen könnten auf den Schwertgürtel passen. Korallen wurde auch in mehreren Schmuckstücken aus der Grab 2 verwendet.

## Weitere Wagengräber in Großbritannien
- Wagengrab von Newbridge
- Wagengrab von Ferrybridge